# Earl of Annandale and Hartfell

Wappen des Earls of Annandale and Hartfell

Earl of Annandale and Hartfell ist ein erblicher britischer Adelstitel in der Peerage of Scotland.
Als Lord Johnstone ist der Earl auch erblicher Clan Chief des Clan Johnstone.

## Verleihungen, nachgeordnete und weitere Titel
Der Titel wurde am 13. Februar 1661 für James Johnstone, 2. Earl of Hartfell, geschaffen. Die Verleihung erfolgte zusammen mit den nachgeordneten Titeln Viscount of Annand und Lord Johnstone, of Lochwood, Lochmaben, Moffatdale and Evandale alle in der Peerage of Scotland. Im Gegenzug verzichtete er auf die Titel Earl of Hartfell und Lord Johnstone of Lochwood, Moffatdale and Evandale (beide geschaffen 1643) sowie Lord Johnstone of Lochwood (geschaffen 1633), die er 1653 von seinem Vater geerbt hatte. Die Verleihungsurkunde enthielt eine besondere Regelung, dass das Earldom of Annandale and Hartfell im Hinblick auf die Protokollarische Rangordnung als bereits am 18. März 1643 (Zeitpunkt der Schaffung des Earldoms of Hartfell) verliehen worden gelten solle.
Am 23. April 1662 wurden ihm die Titel Earl of Annandale and Hartfell und Lord Johnstone of Lochwood, Lochmaben, Moffatdale and Evandale, erneut verliehen. Diesmal mit dem besonderen Zusatz, dass der Titel in Ermangelung männlicher Nachkommen auch ungeteilt an die älteste Tochter und deren männliche Nachkommen vererbbar seien.
Sein Sohn, der 2. Earl, wurde am 24. Juni 1701 zum Marquess of Annandale erhoben. Diese Verleihung erfolgte zusammen mit den nachgeordneten Titeln Earl of Hartfell, Viscount of Annand und Lord Johnstone of Lochwood, Lochmaben, Moffatdale and Evandale, alle in der Peerage of Scotland.
Nach dem Tod des 3. Marquess am 29. April 1792 ruhten die Titel, da zunächst niemand seinen Erbanspruch auf den Titel wirksam nachwies. Erst 1985 gelang es Patrick Hope-Johnstone gemäß dem besonderen Zusatz bei der Verleihung von 1662 seinen Anspruch auf die Titel Earl of Annandale and Hartfell und Lord Johnstone vor dem Committee for Privileges des House of Lords durchzusetzen – den verstorbenen Angehörigen seiner Erblinie, aus der er den Anspruch begründete, wurden entsprechend rückwirkend de iure die Titel zugesprochen. Die übrigen Titel ruhen weiterhin bzw. sind erloschen.

## Liste der Earls of Annandale and Hartfell

### Earls of Annandale and Hartfell (1661 und 1662)
- James Johnstone, 1. Earl of Annandale and Hartfell († 1672)
- William Johnstone, 1. Marquess of Annandale, 2. Earl of Annandale and Hartfell († 1721)
- James Johnstone, 2. Marquess of Annandale, 3. Earl of Annandale and Hartfell (um 1687–1730)
- George van den Bempdé-Johnstone, 3. Marquess of Annandale, 4. Earl of Annandale and Hartfell (1720–1792) (Titel ruhen 1792)

### Earls of Annandale and Hartfell (1662; Fortsetzung)
- James Hope-Johnstone, 3. Earl of Hopetoun, de iure 5. Earl of Annandale and Hartfell (1741–1816)
- Anne Hope-Johnstone, de iure 6. Countess of Annandale and Hartfell (1768–1818)
- John Hope-Johnstone, de iure 7. Earl of Annandale and Hartfell (1796–1876)
- John Hope-Johnstone, de iure 8. Earl of Annandale and Hartfell (1842–1912)
- Evelyn Hope-Johnstone, de iure 9. Earl of Annandale and Hartfell (1879–1964)
- Percy Hope-Johnstone, de iure 10. Earl of Annandale and Hartfell (1909–1983)
- Patrick Hope-Johnstone, 11. Earl of Annandale and Hartfell (* 1941) (Ruhen beendet 1985)

Titelerbe (Heir apparent) ist der Sohn des aktuellen Titelinhabers David Hope-Johnstone, Lord Johnstone (* 1971).

Dessen Heir apparent ist dessen Sohn Percy Hope-Johnstone, Master of Johnstone (* 2002).